# NGC 703
NGC 703 là một thiên hà hình hạt đậu cách 240 triệu năm ánh sáng trong chòm sao Tiên Nữ. Thiên hà được nhà thiên văn học William Herschel phát hiện vào ngày 21 tháng 9 năm 1786 và là thành viên của cụm thiên hà Abell 262.
NGC 703 được phân loại là một thiên hà vô tuyến.